# نیکولا پرکاچین
نیکولا پرکاچین (کرواتی: Nikola Prkačin؛ زادهٔ ۱۵ نوامبر ۱۹۷۵) بازیکن سابق و مربی بسکتبال اهل کرواسی است.
از باشگاه‌هایی که در آن بازی کرده‌است می‌توان به سیبونا زاگرب، باشگاه ورزشی افس پیلسن، باشگاه بسکتبال پاناتینایکوس، و باشگاه بسکتبال اسپلیت اشاره کرد.